# Епархия Крату
 Епархия Крату  (лат. Dioecesis Cratensis) — епархия Римско-Католической церкви с центром в городе Крату, Бразилия. Епархия Крату входит в митрополию Форталезы. Кафедральным собором епархии Крату является церковь Пресвятой Девы Марии.

## История
20 октября 1914 года Римский папа Бенедикт XV издал буллу «Catholicae Ecclesiae», которой учредил епархию Крату, выделив её из епархии Сеары (сегодня — Архиепархия Форталезы).
28 января 1961 года епархия Крату передала часть своей территории в пользу возведения новой епархии Игуату.

## Ординарии епархии
- епископ Quintino Rodrigo de Oliveira e Silva (10.03.1915 — 29.12.1929)
- епископ Francisco de Assis Pires (11.08.1931 — 11.07.1959)
- епископ Vicente de Paulo Araújo Matos (28.01.1961 — 1.06.1992)
- епископ Newton Holanda Gurgel (24.11.1993 — 2.05.2001)
- епископ Fernando Panico (2.05.2001 — по настоящее время)

## Источник
- Annuario Pontificio, Ватикан, 2007